# Jean-Pierre Denis (journaliste)
Pour les articles homonymes, voir Jean-Pierre Denis et Denis.
Jean-Pierre Denis, né le 25 novembre 1967, est un journaliste, écrivain et poète français.
Il est, jusqu'en juin 2020, directeur de la rédaction de l’hebdomadaire La Vie, qui cible un public chrétien, et dont l'obédience politique est généralement considérée comme étant à gauche. Il participe comme chroniqueur ou comme invité à de nombreuses émissions de radio ou de télévision.
Il rejoint en juin 2020 le groupe Bayard.

## Biographie
Toulousain d'origine, (il raconte dans Nos enfants de la guerre que sa mère et sa tante, juives, ont été protégées et sauvées dans un couvent de l'Aveyron par Marguerite Roques et Denise Bergon, avec l'appui de Monseigneur Saliège), il fait ses études au Lycée Saint-Sernin, y est primé pour un journal lycéen (La Loupe), et est reçu à Sciences Po Paris. Il devient journaliste, et après un passage en Asie, il travaille pour Europe 1 et Le Monde des religions. 
Journaliste, mais aussi écrivain et poète, Jean-Pierre Denis, est entré comme journaliste à La Vie en 1996. Il est devenu directeur de la rédaction de l'hebdomadaire La Vie. en 2006. Il est aussi directeur de la rédaction du mensuel Prier et du nouveau mensuel Histoire et Civilisations en partenariat avec National Geographic.
Spécialiste du fait religieux, il a été président de l’association des journalistes de l’information religieuse (AJIR) jusqu’en 2004.
Il a créé les États généraux du christianisme en octobre 2010, à Lille, grand forum annuel qui a eu lieu à Lille, Strasbourg, Lyon et qui aura lieu en octobre 2015 à nouveau à Strasbourg et qu'il dirige toujours actuellement.
Il participe régulièrement comme chroniqueur ou comme invité à de nombreuses émissions de radio ou de télévision. Il a publié notamment Nos enfants de la guerre (Seuil, Mars 2002), et Pourquoi le christianisme fait scandale (Seuil sept 2010), réédité dans la collection Points en juin 2012 après avoir suscité un très large débat.
À la suite de Dans l'éblouissant oubli (Ad Solem, Juin 2010), Manger parole (Ad Solem Juin 2012) il sort un nouveau recueil de poésies Me voici forêt (éditions Le passeur) 2014.
Maître ès jeux de l'Académie des Jeux floraux depuis 2022.

## Ouvrages
- Nos enfants de la guerre[2],[3], Éditions du Seuil, 2002
- Dans l’éblouissant oubli[4],[5], Ad Solem, 2010
- Pourquoi le christianisme fait scandale, éloge d’une contre culture[6],[7],[8],[9], Éditions du Seuil, 2010
- Manger parole[10],[11], Ad Solem, 2012
- Me voici forêt, Le Passeur, 2014
- Tranquillement inquiet, Ad Solem, 2017
- Un catholique s'est échappé, Éditions du Cerf, 2019[12],[13].